# Witchcraft (película de 1964)
Witchcraft es una película de terror británica de 1964 dirigida por Don Sharp y protagonizada por Lon Chaney Jr., Jack Hedley y Jill Dixon. El guion fue escrito por Harry Spalding.

## Argumento
En el siglo XVII, con el fin de apoderarse de las propiedades de la familia Whitlock, la familia rival Lanier acusó a Vanessa Whitlock (Yvette Rees) de brujería y la hizo enterrar viva. Como consecuencia, los Whitlock siguen manteniendo un odio amargo hacia los Lanier hasta el día de hoy. Sin embargo, dos jóvenes descendientes, Amy Whitlock (Diane Clare) y Todd Lanier (David Weston), se enamoran a pesar de las objeciones del estricto tío de Amy, Morgan Whitlock (Lon Chaney Jr.).
Todd es un socio comercial de su hermano mayor Bill Lanier (Jack Hedley). Son promotores inmobiliarios que planean transformar y renovar la antigua finca Whitlock. Sin su conocimiento, su socio comercial Myles Forrester (Barry Linehan) instruye a sus trabajadores para que arrasen con lápidas y tumbas en el antiguo cementerio Whitlock, lo que enfurece a Morgan Whitlock. De una tumba exhumada emerge Vanessa Whitlock, aún viva después de tres siglos. Los Whitlock siguen practicando la religión antigua, y Morgan lidera un aquelarre que pronto abraza el regreso de Vanessa. Utilizando sus poderes de brujería, causan las misteriosas muertes de Myles Forrester, así como de la tía de Bill y Todd, Helen (Viola Keats). Morgan es arrestado como sospechoso en el caso de Forrester, y los Lanier acogen a Amy mientras su tío está bajo custodia. Más incidentes casi cobran la vida de Bill, Todd y su abuela Malvina (Marie Ney).
Una noche, la esposa de Bill, Tracy (Jill Dixon), sigue a Amy hasta la cripta de la familia Whitlock, que se encuentra cerca de la antigua mansión Whitlock, que ahora es la residencia de los Lanier. En una cámara secreta en lo más profundo de la cripta, Tracy es testigo de cómo Amy, Morgan y el resto del aquelarre realizan ritos mágicos que incluyen el sacrificio de un niño. Tracy es capturada y atada, para ser utilizada como sacrificio humano. Bill y Todd entran en la cripta de los Whitlock en busca de Tracy y la encuentran, rescatándola. Una vez que Bill ha llevado a Tracy de regreso a la casa, Todd regresa a la cripta para buscar a Amy, que estaba participando en los rituales con su familia. Cuando su tío se prepara para matar a Todd, Amy llega a su límite y vuelca una gran parrilla, prendiendo fuego a Vanessa y a toda la habitación. Todd intenta llegar hasta Amy, pero la cripta se ha convertido en un incendio descontrolado que pronto se extiende a la mansión contigua. Gritando su nombre, solo puede mirar mientras las llamas consumen todo y a todos.
Más tarde, un Todd destrozado se une a su familia afuera y observa cómo la finca Whitlock arde en llamas, poniendo fin a una disputa de 300 años.

## Reparto
- Lon Chaney Jr. como Morgan Whitlock (como Lon Chaney)
- Jack Hedley como Bill Lanier
- Jill Dixon como Tracy Lanier
- Viola Keats como Helen Lanier
- Marie Ney como Malvina Lanier
- David Weston como Todd Lanier
- Diane Clare como Amy Whitlock
- Yvette Rees como Vanessa Whitlock
- Barry Linehan como Myles Forrester
- Victor Brooks como Inspector Baldwin
- Marianne Stone como Secretaria de Forrester
- John Dunbar como Doctor
- Hilda Fenemore como Enfermera

## Producción
El guionista Harry Spalding menciona que se le ocurrió la idea de hacer una película a partir de un incidente que ocurrió en San Francisco cuando un antiguo cementerio se convirtió en un desarrollo inmobiliario.
Don Sharp había recibido buenas críticas por su dirección de Kiss of the Vampire y estaba recibiendo muchas ofertas para hacer películas de terror. Él menciona que Milton Subotsky quería trabajar con él y le ofreció la opción de elegir entre tres guiones para hacer una película, pero Sharp no le gustó ninguno de ellos. Finalmente, terminó haciendo Witchcraft.
Sharp le gustó el guion de Witchcraft, llamándolo "una historia bastante buena", aunque sintió que tenía problemas de credibilidad al estar ambientada en la época actual.
Según un relato, la película se filmó en 14 días, lo que era el doble de lo que las producciones de Robert L. Lippert tenían en Estados Unidos. Sharp dijo en una entrevista que tomó veinte días. El rodaje tuvo lugar en enero de 1964 en los Estudios Shepperton justo después de que 110 técnicos fueran despedidos del estudio.
Spalding afirma que el director Don Sharp "realizó muy bien la película" y quemó una casa real para el clímax.

## Lanzamiento
Witchcraft se estrenó en el Reino Unido en marzo de 1964 y en los Estados Unidos en el mismo año.
Don Sharp afirma que la película recibió "notas maravillosas" y afirmó que, debido a que la película fue tan barata de hacer, recuperó su costo en "las primeras dos semanas en California".

## Medios domésticos
Witchcraft se lanzó en DVD en la Región 1, junto con Devils of Darkness, como parte de la serie Midnite Movies de películas clásicas y de culto de terror en 2007.